# Neuwesteel
Neuwesteel ist seit der Kommunalreform 1972 ein Stadtteil der Stadt Norden in Ostfriesland im nordwestlichen Niedersachsen. Er entstand am 11. Juli 1934 als Ortsteil der damals selbständigen Gemeinde Süderpolder, die im Herbst 1939 in Neuwesteel umbenannt wurde. Die NSDAP und andere nationalsozialistische Organisationen nutzten die Gründung der Bauernsiedlung für ihre Propaganda. 
Vor der Eingliederung in die Stadt Norden war Neuwesteel für einige Jahre Mitglied und Verwaltungssitz der Samtgemeinde Leybucht. 

## Lage und Verkehrsanbindung
Westeel grenzt südwestlich an Leybuchtpolder, nordwestlich an Westermarsch I, nordöstlich an Süderneuland I und im Süden an Osteel, einer der Mitgliedsgemeinden der Samtgemeinde Brookmerland.

## Geschichte
Auf dem Gebiet des heutigen Stadtteils lag das 1373 beim Einbruch der Leybucht untergegangene Dorf Westeel. Teile der Leybucht wurden im Laufe der Jahrhunderte nach und nach eingedeicht. In früheren Jahrhunderten geschah dies mit Muskelkraft und Spaten, worauf neben der Wasserlinie auch der Spaten im Neuwesteeler Wappen hinweisen (sogenanntes Redendes Wappen). In den Jahren 1928 und 1929 wurde der zirka 600 Hektar große Leypolder eingedeicht und ab 1930 besiedelt. 1934 entstand Neuwesteel und galt anfangs noch als Ortsteil der Gemeinde Süderpolder. Am 1. Oktober 1939 wurde die gesamte Gemeinde Süderpolder in Neuwesteel umbenannt.
Eng mit der eigentlichen Gründung Neuwesteels verbunden war die nationalsozialistische Blut-und-Boden-Ideologie. Neuwesteel galt als „die erste geschlossene Bauernsiedlung im nationalsozialistischen Deutschland“. Zu den Eröffnungsfeierlichkeiten erschien der Reichsbauernführer und Ernährungsminister Walther Darré. In seiner Festrede führte er aus, dass „der Nationalsozialismus Blut und Rasse in den Mittelpunkt des weltanschaulichen Kampfes gestellt habe“. Es sei der Wille des Führers, dass der „deutsche Mensch“ wieder „mit der heimatlichen Scholle“ eine Verbindung eingehe. An der Gründungsfeier, bei der alle Siedlungsgebäude mit Hakenkreuzfahnen beflaggt waren, nahmen auch Abteilungen der SS und der SA teil. Sie entzündeten „altem germanisch-deutschen Brauchtum entsprechend“ die Herdfeuer der neuen Bauernhäuser. Das Feuer hatten sie zuvor in den Höfen des benachbarten Osteel entzündet. Der nationalsozialistische Hintergrund des Siedlungsprojektes wird in der heimatkundlichen Literatur nicht erwähnt. Auch das offizielle Grußwort der Stadt Norden anlässlich der 70-Jahr-Feier Neuwesteels im Jahr 2004 schweigt über diese Zusammenhänge.
Träger des Siedlungsprojekts war das 1922 gegründete Wohnungsbauunternehmen Niedersächsische Heimstätte (N.S.H.), das sich (auch in der NS-Zeit) als „Organ der staatlichen Wohnungspolitik“ verstand. Bei der N.S.H. gingen 1934 über 400 Anträge williger Siedler ein. Dieser Zahl standen in der Planung lediglich 30 Bauernhöfe, sieben Landarbeiterhäuser und vier Handwerker-Werkstätten gegenüber. Von Anfang an gehörte auch eine Schule zur geplanten Siedlung. Sie war einklassig und wurde von den Neuwesteelern (zumeist Jungbauern aus ländlichen Gegenden Ostfrieslands) in Eigenleistung errichtet. Dem Unterhalt der Schule, die Ostern 1935 mit 47 Schülern eröffnet wurde, diente das Pachtgeld aus zwei Hektar sogenanntem Schulland. Bis 1971 war die Schule in Betrieb. Danach wurden die Neuwesteeler Kinder in Norden und Süderneuland unterrichtet.
Ursprünglich war Neuwesteel als Reihendorf (genauer als „Hufensiedlung“) angelegt. Die Bauernhäuser der ersten Siedlergeneration, die jeweils von ihren Ländereien („Hufen“) umgeben sind, säumen die Hauptstraße, die sich hufeisenförmig durch das Dorf zieht. Von ehemals 34 Höfen wurden 2019 noch 21 bewirtschaftet. 1956 entstand eine weitere Siedlung, die von Einfamilienhäusern geprägt ist. Sie wurde 1993 durch Ausweisung neuen Baulandes erheblich erweitert. In den Anfangsjahren waren auch eine Reihe Handwerksbetriebe im Ort, darunter Schmiede, Schuster, Bäcker sowie eine Tankstelle mit angeschlossenem Taxibetrieb. Sie haben inzwischen aufgegeben. Das letzte Neuwesteeler Lebensmittelgeschäft schloss 2008 seine Pforten.
1965 wurde Neuwesteel Gliedgemeinde der Samtgemeinde Leybucht. Diese wurde im Zuge der niedersächsischen Kommunalreform 1972 nach Norden eingemeindet. Als eingemeindeter Stadtteil hat Neuwesteel bis zum heutigen Tag einen Ortsvorsteher, der die Belange der rund 340 Einwohner gegenüber der Stadt Norden vertritt.

## Wirtschaft und Tourismus

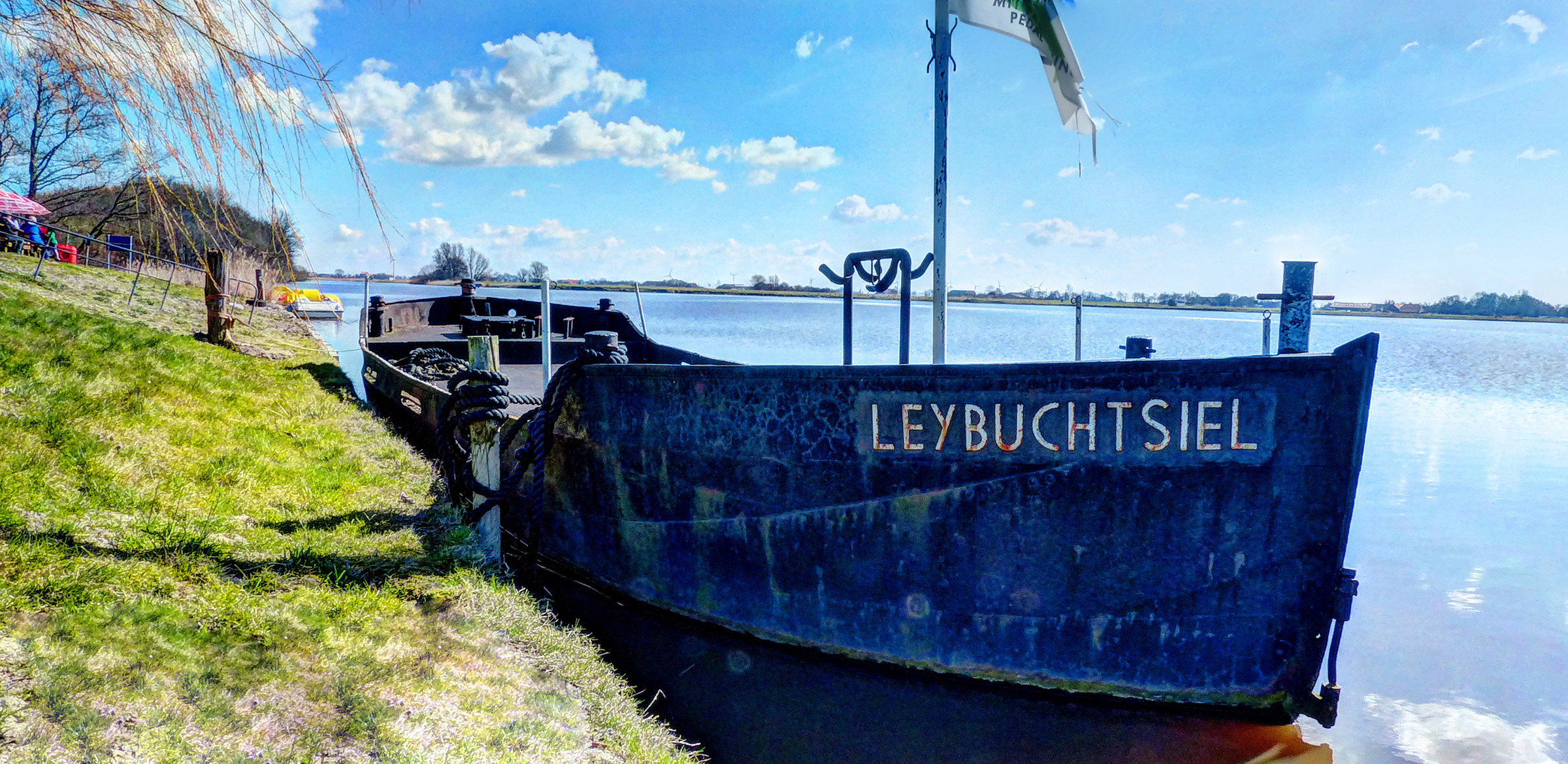
Norder Tief – auf der gegenüberliegenden Seite liegt Neuwesteel.

Da der eingedeichte Polderboden sehr fruchtbar ist, wurde das Neuwesteeler Gebiet von Anfang an für landwirtschaftliche Zwecke benutzt. Vorherrschend sind Viehzucht und Ackerbau, vor allem der Anbau von Kartoffeln und die Züchtung von Saatkartoffeln. Eine Reihe von Bauern haben in den vergangenen Jahren Hofläden eröffnet. Manche bieten einen Urlaub auf dem Bauernhof.
Neuwesteel verfügt auch über einen Campingplatz. Er befindet sich am Fährweg 9. Beim Platz befindet sich ein kleiner Fähranleger. Von dort kann man als Fußgänger oder Fahrradfahrer mit einer Kurbelpünte das Norder Tief überqueren.

## Sehenswürdigkeit
Eine besondere Sehenswürdigkeit Neuwesteels ist das Schöpf- und Sielbauwerk des Entwässerungsverbandes Norden. Der Vorgängerbau aus dem Jahre 1929, mit dessen Errichtung die Stadt Norden ihre direkte Verbindung zum Meer verlor, konnte im Laufe der Jahrzehnte nicht mehr die Anforderungen erfüllen, die die modernen technischen Standards vorgaben. Vom 31. Mai bis zum 1. Juni 2008 wurden das neue Schöpfwerk und das modernisierte Siel mit einem großen Fest ihrer Bestimmung übergeben. Bereits bis 2001 waren wichtige Vorarbeiten geleistet worden. Seit diesem Zeitpunkt wird nicht mehr in die offene Leybucht gesielt, sondern in den Störtebekerkanal, der das Wasser am Fischerdorf Greetsiel vorbei ins Speicherbecken Leyhörn leitet. Damit hat auch die Stadt Norden wieder einen direkten Zugang zur Nordsee.